# 鋸背眶棘鯒
鋸背眶棘鯒為輻鰭魚綱鮋形目牛尾魚亞目牛尾魚科的其中一種，分布於西印度洋區，從紅海至莫三比克海域，棲息深度1-100公尺，屬底棲性魚類，體長可達22公分，屬肉食性，生活習性不明。

## 擴展閱讀
維基物種上的相關：鋸背眶棘鯒